# Дем'янський щит
Дем'янський щит (нім. Demjanskschild) — нарукавний щит збройних сил нацистської Німеччини (Вермахт, Люфтваффе), яким нагороджували під час Другої світової війни.

## Історія нагороди
8 лютого 1942 року радянські війська під час зимової Дем'янської наступальної операції між озерами Ільмень і Селігер взяли в оточення 2-й армійський корпус у невеличкому місті Дем'янськ, розташованому на відстані 160 км від містечка Холм. До котла попали частини 12-ї, 30-ї, 32-ї, 223-ї, 290-ї піхотних дивізій, а також 3-тя танкова дивізія «Мертва голова». Усі ці частини знаходилися під командуванням графа Вальтера фон Брокдорфф-Алефельда.
Гарнізон повністю забезпечувався силами Люфтваффе. Під час облоги, яка тривала 14 місяців. Оточені німецькі війська стримували тиск трьох армій РСЧА. Оточення вдалося прорвати 21 квітня 1943 року. З приблизно 100 000 військовиків які потрапили у оточення, 3 335 загинули, а 10 000 були поранені.

## Умови нагородження
Вермахт та Ваффен-СС
- Знаходження у зоні оточення протягом 60 днів;
- Отримання поранення під час служби у зоні оточення;
- Проявлені хоробрість та героїзм.

Люфтваффе
- Виконання 50-ти бойових завдань у оточеному районі та в у прилеглих районах;
- Виконання 50-ти бойових завдань по підтриманню оточених військ.

Було нагороджено близько 100 000 військовиків.

## Зовнішній вигляд нагороди
Щит носили у верхній частині лівого рукава мундиру. На фігурному щиті розміщене зображення схрещених мечів (руків'я знизу), за якими (вище перехрещу) розташовано зображення літака. Зверху щита розміщується горизонтальна балка з написом « DEMJANSK», зверху якої імперський орел зі зложеними крилами, зі свастикою у вінку у лапах.

## Перше нагородження
31 грудня 1943 року було надано перший список до нагородження.

## Правила носіння у післявоєнний час
Згідно з § 6 Закону Німеччини про нагородження орденами і про порядок їх носіння від 26 липня 1957 року (нім. Gesetz uber Titel, Orden und Ehrenzeichen) дозволено носіння нагороди, але тільки в «денацифікованому» варіанті, без імперського орла зі свастикою.